# Red-Band-Trailer
Als Red-Band-Trailer wird ein Trailer bezeichnet, der für Filme produziert wird, die nach der Altersfreigabe der Vereinigten Staaten nicht für Kinder oder Jugendliche freigegeben sind und explizite Gewaltdarstellungen beinhalten.

## Hintergrund
Red-Band-Trailer werden in der Regel nur zu Filmen produziert, bei denen das Studio von vornherein weiß, dass der Film keine Jugendfreigabe erhalten wird, um vor allem Fans und Freunde des Splatter zu erreichen. Red-Band-Trailer dürfen nur zu Filmen ohne Jugendfreigabe im Kino veröffentlicht werden.
Im Gegensatz dazu sind Green-Band-Trailer für Kinder und Jugendliche jeglichen Alters freigegeben und somit vergleichbar mit dem deutschen Kino-Trailer (FSK 12). Green-Band-Trailer werden produziert, um die große Masse zu erreichen.
Seit 2007 gibt es auch Yellow-Band-Trailer, die sich als Trailer-Rating nur an Internet-Zuschauer richten. Sie sind keine Kino-Altersfreigabe, sondern ausschließlich für altersgerechte Internetnutzer (engl.: only for age-appropriate internet users) gedacht.

### Entwicklung
Während von 2000 bis 2006 lediglich 30 Filme mit Red-Band-Trailern im Netz beworben wurden, stieg die Zahl alleine für das Jahr 2009 auf 79 an. Der Grund für dieses Wachstum liegt darin, dass die Trailer sich gerade unter jüngeren Zuschauergruppen sehr großer Beliebtheit erweisen.
Da viele US-Kinoketten die Veröffentlichung von Red-Band-Trailern, auch zu Filmen ohne Jugendfreigabe, prinzipiell verweigern, haben Social-Media-Plattformen die Einbindung dieser Trailer offen begrüßt und unterstützt.

## Kritik
Die Federal Trade Commission (FTC) weist ausdrücklich darauf hin, dass nichts dagegen einzuwenden sei, Red-Band-Trailer der passenden Zuschauergruppe (Erwachsenen) zu präsentieren, allerdings würde die Filmindustrie mit der Einbindung dieser Trailer insbesondere bei unzähligen Jugend-Portalen gezielt junge Zuschauer anvisieren. In diesen gibt es nur unzureichende Alterskontrollen.
Die Untersuchungen der FTC halten an. Somit steht das Thema bei der US-Bundesbehörde unter Beobachtung.